# Karol Ludwik Badeński
Karol Ludwik, Carl Ludwig Friedrich von Baden (ur. 8 czerwca 1786 w Karlsruhe, zm. 8 grudnia 1818 w Rastatt) – wielki książę Badenii (1811–1818).

## Odznaczenia
- Wielki Mistrz Orderu Wierności (Badenia)
- Wielki Mistrz Orderu Zasługi Wojskowej Karola Fryderyka (Badenia)
- Wielki Mistrz Orderu Lwa Zeryngeńskiego – fundator (Badenia)
- Order Serafinów (Królestwo Szwecji)[1]
- Order Świętego Andrzeja (Imperium Rosyjskie)
- Order Świętego Aleksandra Newskiego (Imperium Rosyjskie)[1]

## Rodzina
Syn Karola Ludwika Badeńskiego i Amalii Fryderyki Hessen-Darmstadt. Wnuk pierwszego wielkiego księcia Badenii, Karola Fryderyka.
W Paryżu, 8 kwietnia 1806, wziął ślub ze Stefanią de Beauharnais (zm. 1860), krewną cesarzowej Józefiny. Miał z nią pięcioro dzieci:
- Ludwikę Amelię von Baden (ur. 5 czerwca 1811, zm. 19 lipca 1854) – żonę Gustawa (zm. 1877), syna króla Szwecji Gustawa IV Adolfa,
- syna (ur. 10 września 1812, zm. 16 października 1812); później pojawiły się opinie łączące dziecko z tajemnicą Kaspara Hausera,
- Aleksandra (ur. 1 maja 1816, zm. 8 maja 1817),
- Józefinę Fryderykę von Baden (ur. 21 października 1813, zm. 19 czerwca 1900) – żonę księcia Karola Antoniego von Hohenzollern-Sigmaringen (zm. 1885),
- Marię Amelię von Baden (ur. 11 października 1817, zm. 17 października 1888) – żonę Williama Douglasa-Hamiltona, 11. księcia Hamilton (zm. 1863), matkę księżnej Monako Marii Wiktorii i przodkinię obecnego księcia Alberta II.